# Taka
Der Taka (bengalisch: টাকা, Ṭākā) ist die Währung von Bangladesch. Er wird von der Bangladesh Bank herausgegeben. Das Währungssymbol ist ৳ (Unicode: U+09F3,
HTML: &#2547;).

## Münzen
Es gibt Münzen zu 1, 5, 10, 25 und 50 Poisha sowie zu 1, 2 und 5 Taka. Alle Münzen tragen auf der Vorderseite das Wappen Bangladeschs.

## Geldscheine
Alle Geldscheine unterliegen dem Urheberrecht der Bangladesh Bank.
Es sind verschiedene Versionen der Geldscheine in Umlauf. Nach der Unabhängigkeit 1971 blieben zunächst pakistanische Banknoten in Umlauf, die teilweise mit Handstempelaufdruck BANGLADESH vorkommen. Ab 1972 wurden die ersten Banknoten herausgegeben. Die niedrigen Nennwerte zu 1 und 2 Taka sind allerdings keine „Banknoten“, da sie nicht von der Zentralbank, sondern von der Regierung ausgegeben werden. Banknoten der Zentralbank gibt es in den Wertstufen 2, 5, 10, 20, 50, 100, 500 und 1000 Taka. Die aktuelle Serie stammt aus den Jahren 2014/15 und zeigt auf der Vorderseite das Porträt Mujibur Rahmans. Daneben gibt die Zentralbank zu besonderen Anlässen Sonderbanknoten heraus, deren Nennwert mit dem Anlass in Verbindung steht:
- 2011 – Sonderbanknote 40 Taka zur 40-jährigen Unabhängigkeit
- 2012 – 60 Taka zum 60. Jahrestag der Sprachbewegung
- 2013 – 25 Taka zum 25. Jahrestag der Security Printing Corporation
- 2013 – 100 Taka zum 100. Jahrestag des Bangladesh National Museum
- 2016 – 5 Taka Volksrepublik
- 2017 – 5 Taka Volksrepublik
- 2018 – 70 Taka zur Entwicklung Bangladeschs – März 2018